# Renauvoid
Renauvoid település Franciaországban, Vosges megyében. Lakosainak száma 120 fő (2022. január 1.). Renauvoid Chantraine, Chaumousey, Épinal, Les Forges, Girancourt, Sanchey, Uriménil és Uzemain községekkel határos.

## Népesség
A település népessége az elmúlt években az alábbi módon változott:
| Lakosok száma | 116  | 117  | 118  | 118  | 119  | 121  | 120  | 120  | 120  |
|               | 2013 | 2015 | 2016 | 2017 | 2018 | 2019 | 2020 | 2021 | 2022 |